# Monooxigenasa
Las monooxigenasas son enzimas que incorporan un grupo hidroxilo a un sustrato en muchas rutas metabólicas. En la reacción que catalizan, los dos átomos de una molécula de dioxígeno se reducen a un grupo hidroxilo y a una molécula de H2O con la oxidación concomitante del sustrato y de una molécula de NADH o NADPH.

## Clasificación
Puesto que catalizan una transferencia de electrones (una reacción redox), las monooxigenasas se clasifican como un subtipo de enzimas oxidorreductasas.

## Estructuras relacionadas
2XDO
2XYO
2Y6R

## Proteínas humanas que contienen este dominio
COQ6;      CYP450;      MICAL1;    MICAL2;    MICAL2PV1; MICAL2PV2; MICAL3;